# Karol Karlík
Karol Karlík (sinh 29 tháng 6 năm 1986) là một cầu thủ bóng đá Slovakia thi đấu ở vị trí tiền vệ phòng ngự cho FC ViOn Zlaté Moravce.